# Кам'яниця дель Аква

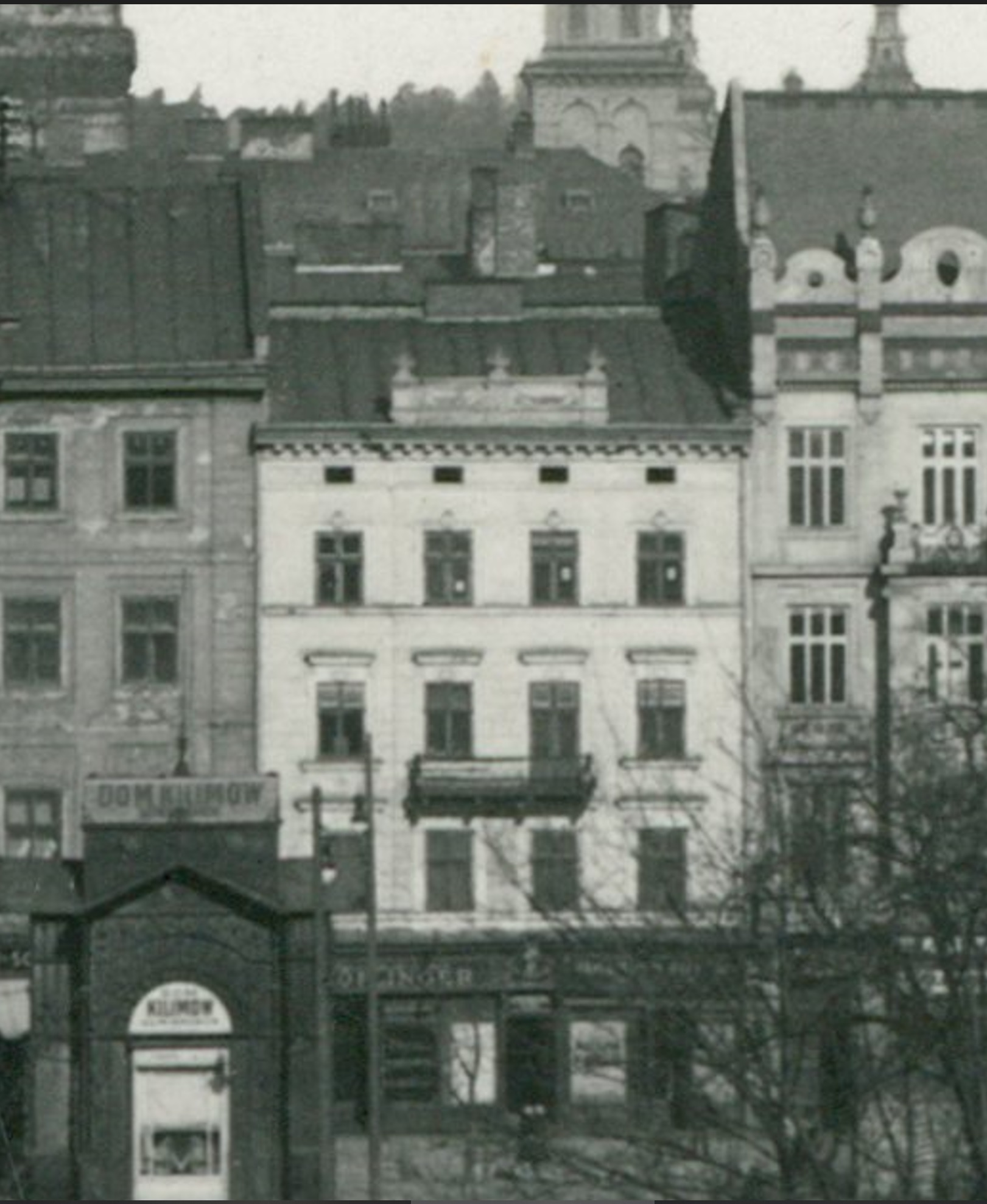
Будинок № 8 на Театральній

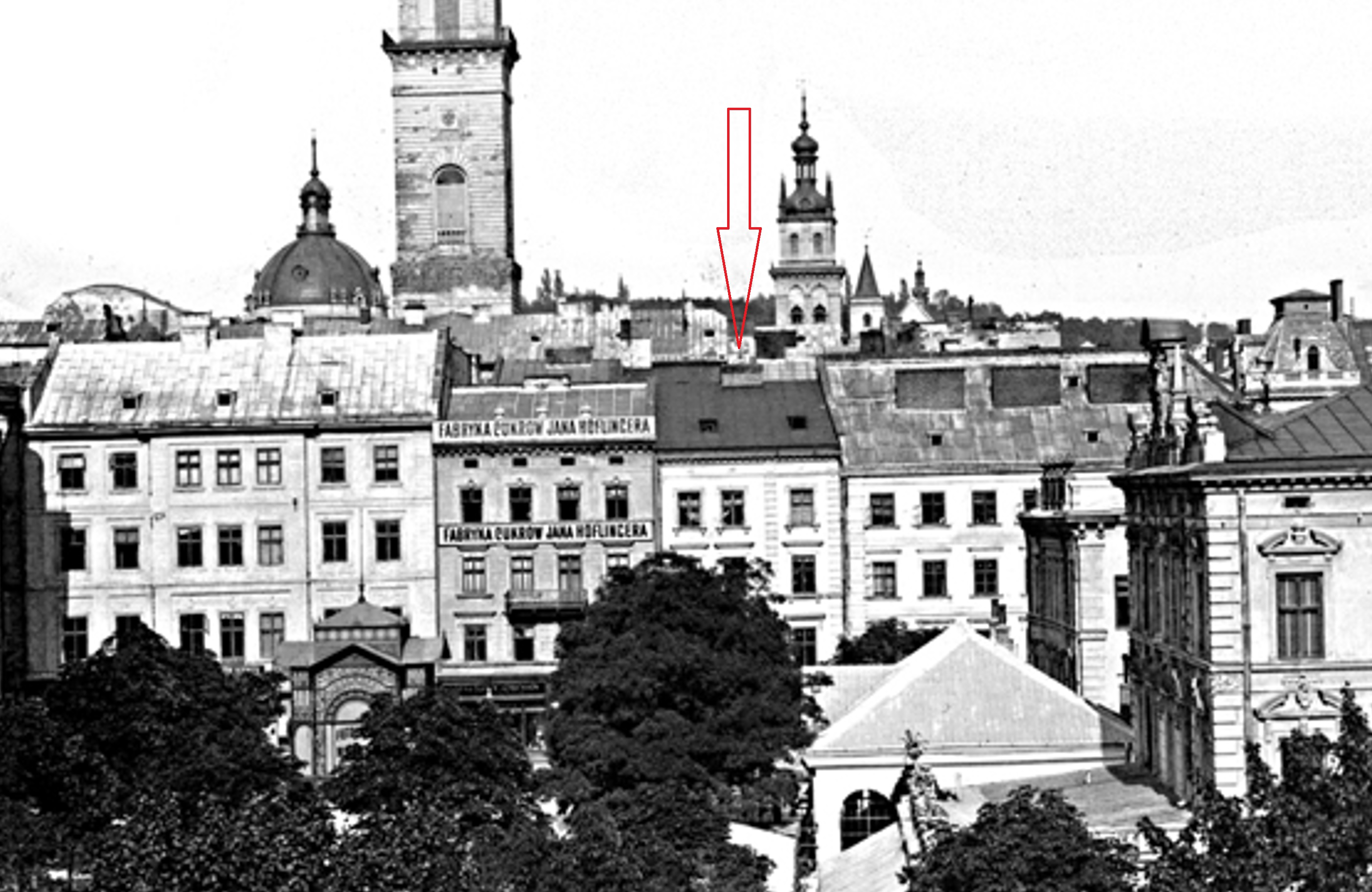
Будинок знаходиться ліворуч від позначеного червоною стрілкою та містить банер на польській мові — Fabryka cukrow Jana Hoflingera

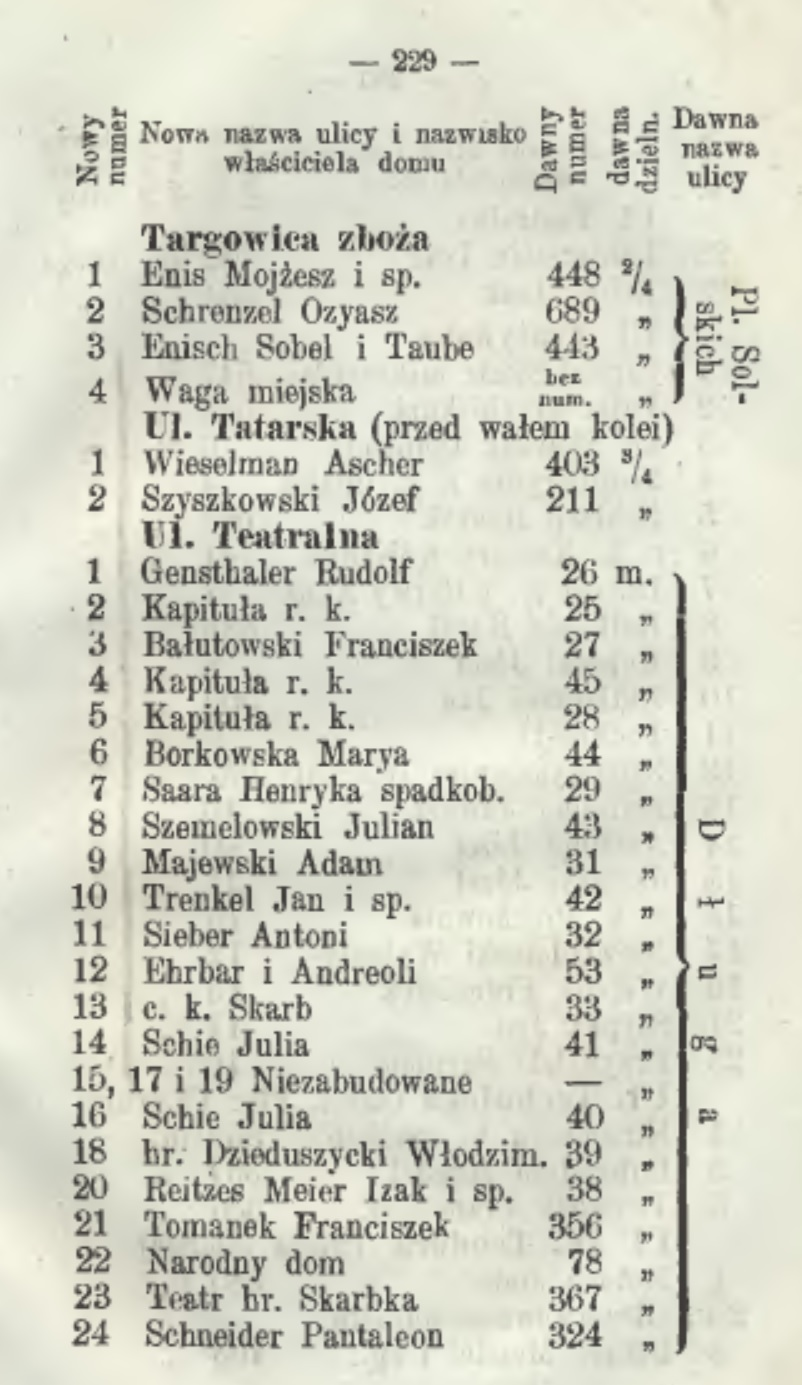
Список власників будинків, вул. Театральна (1872 рік)

Кам'яниця дель Аква (альтернативні назви — кам'яниця Цукерня або Кам'яниця нотаріусів) — будинок № 8 (конскрипційний № 43), що розташований у Львові по вул. Театральній (колишні назви вулиці — За ятками (Різницька), Ґродська, Пекарська (частк.), Шпитальна, Святого Духа, Францисканська, Ланге Ґассе, Рутовського). Будинок внесений до Реєстру пам'яток архітектури місцевого значення під охоронним № 292-м.

## Історія
Кам'яниця споруджена у XVII столітті на місці двох кам'яниць — Фаурбаховської та Пшедзецьких.
У XVII столітті в будинку мешкав Андреа дель Аква — архітектор, будівничий замків у Бродах та Підгірцях та Самійло Кушевич — доктор філософії та обох прав (канонічного і світського), учасник переговорів від імені магістрату з гетьманом Богданом Хмельницьким (під час облоги Львова у 1655 році), міський райця Львова.
У 1769—1770 роках будівничий Дубльовський Йосиф суттєво перебудував кам'яницю для радельницького старости Франциска Девіча, імовірно за проєктом Петра Полейовського, який виготовив оцінку граничного муру між кам'яницями № 8 та № 10, що на вул. Театральній, 25 серпня 1775 року.
Наприкінці XVIII — середині XIX століття у подвір'я кам'яниці Жебровських (нині вул. Театральна, 8) перенесли з площі Трибунальської (сучасна площа Ангелів) пам'ятник великого коронного гетьмана, руського воєводи Станіслава Яна Яблоновського (найстаріший львівський кам'яний пам'ятник світській особі), який, за повідомленням однієї з віденських газет: «…оздоблював на подвір'ї помпову студню і, врешті, скинутий у сквері тієї ж кам'яниці, лежав без ніг, однієї руки, ушкодженнями на шоломі та обличчі, просто під водостоком, котрий поволі його нищив».
Під час перебудови у XIX столітті, добудували четвертий поверх.
У 1850—1894 роках тут містилася цукерня Міхала Монне, яка згодом належала Підгаличу.
У 1871 році власником будинку був нотаріус Юліан Шемеловський (президент Нотаріальної палати у 1883 році), який тут працював щонайменше до 1883 року. Станом на 1875 рік в будинку також працював магазин металевих виробів Леона Братковскі та майстерня нанесення цинкових орнаментів та влаштування вогнетривких дахів.
У 1883 році в будинку функціювала Нотаріальна палата Львівського, Золочівського, Станіславського округів та містилася точильна майстерня братів Рейцнерів.
У 1889 році власниками будинку були Й. Мінасєвічова та Людвик Томс. У 1894 році в будинку мешкала та містилися власна музична школа і крамниця Клавдії Маркевич, де продавали фортепіано, щонайменше до 1900 року.
Принаймні у 1896—1916 роках в будинку містилися помешкання та цукерня Яна Гофлінґера.

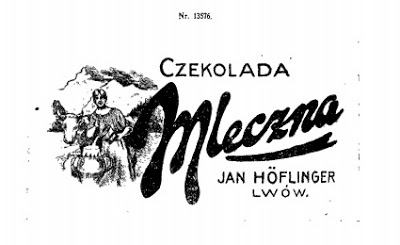
Цукерня Гофлінгера
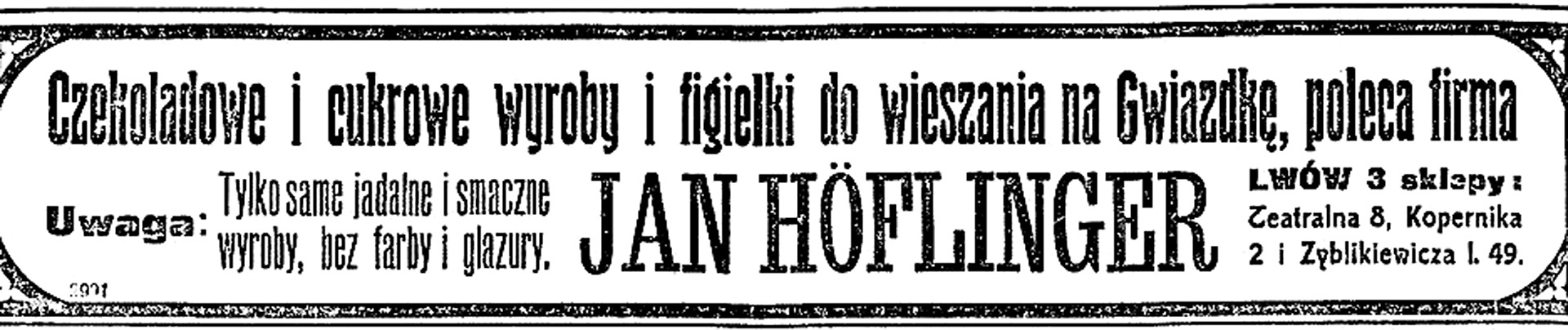
Цукерня Гофлінгера
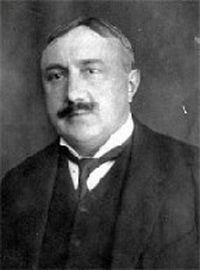
Ян Гофлінгер

Станом на 1902 рік в будинку містилося Казино урядників та мешкали: адвокат Владислав Юзеф Маргаш.
У 1900 році в будинку містилася крамниця квітів та насіння Яна Стачевича. У 1910 році в будинку мешкав реставратор Михайло Сокульський. Принаймні у 1910—1912 роках в будинку працювало ательє Розалії Бурдон. Щонайменше з 1909 року по 1912 рік в будинку меблева фірма «Lieber i SpL», безкоштовна бібліотека книг та нот імені Асника, товариство «Ліга захисту честі (та гідності)».. Від 1910 до 1914 року в будинку містилася фінансова установа «Львівська промислова допомога», що згодом була перейменована на Кредитне товариство будівельного промислу.
Власником реальності у 1916 та 1934 роках був Тадеуш Гофлінґер.
У 1925 році в будинку містилося спортивне товариство "I.Л. К.С. «Чарні» — найстаріше з існуючих спортивних товариств у Польщі. У 1918—1939 роках тут працювало бюро Польської телеграфної агенції, засноване 31 жовтня 1918 року групою польських журналістів філій Віденського кореспондентського бюро. У 1939 році тут містилося адвокатське бюро д-ра Францішека Міщалека та д-ра Антонія Новака-Пшигодзького.

## Сьогодення
У 2010-х роках в будинку містилася анімаційна студія, де був створений мультфільм Dave & Ava.
В будинку нині розташовані нотаріальна контора Ольги Юркової, магазини, офісні приміщення, гостьові апартаменти та житлові квартири.

## Архітектура
Чотиривіконний фасад зберігає риси еклектичного історизму. Капітально відремонтований в радянські часи з влаштуванням металевих та залізобетонних стяжок між несучими стінами будинку. Перекриття підвального та першого поверхів частково виконано у формі склепінь, сходи — дерев'яні. У 2018 році коштом нотаріальної контори виконана реставрація сходів та брами будинку.